# Frithiof Pontén
Frithiof Pontén, född 27 juni 1872 i Färlövs församling i dåvarande Kristianstads län, död 19 juni 1967 i Lunds domkyrkoförsamling i dåvarande Malmöhus län, var en svensk lärare och läromedelsförfattare.
Frithiof Pontén tillhörde prästsläkten Pontén från Småland. Han var son till hovpredikanten Johan Pontén och Ida Palmlund. Farfar var hovpredikanten Peter Carl Pontén och farfars far prosten Johan Pontén. Efter akademiska studier i Lund blev han filosofie kandidat där 1896, filosofie licentiat där 1908, lärare vid Lunds privata elementarskola 1897–1937, adjunkt vid Katedralskolan i Lund 1918–1923 samt lektor i latin och grekiska där 1923–1938.
Frithiof Pontén gav också ut läroböcker, som utkom i många upplagor och i vissa fall användes i mer än 60 år i den svenska skolan: Grekisk läsebok (1920), Latinska författare i urval för gymnasiet. I Poesi (1908), Latinska författare i urval för gymnasiet. II Prosa (1911) och Latinsk läsebok (2 utökade upplagan 1915) samt ordlistor till urvalet ur latinsk poesi i skolundervisningen. Han redigerade centralbyråns i Lund föreläsningskatalog 1911–1924 och 1927–1942 och dess vandringsbibliotekskatalalog (1913). Han föreläste i ämnen ur antikens kulturhistoria 1906–1946.
Pontén var ledamot i Lunds privata elementarskolas direktion 1905–1921, sekreterare hos styrelsen för fruntimmersföreningen i Lunds barnavård 1907–1935, föreståndare för centralbyrån i Lund för populära vetenskapliga föreläsningar 1911–1924 och 1927–1939 samt sekreterare och verkställande ledamot där 1939–1942.
Frithiof Pontén gifte sig 1904 med sin kusin Anna Pontén-Möller (1877–1970), dotter till kyrkoherden Carl Axel Möller och Martina Pontén. De hade barnen Anna-Brita Pontén (1905–1996), föreståndare för Skånes bildningsförbund, Sam Pontén (1907–1963),  hovrättsassessor och tillförordnad revisionssekreterare, och Jan Pontén (1913–1991), musikdirektör och organist.